# Thủy điện Bình Điền
Thủy điện Bình Điền là thủy điện xây dựng trên sông Hữu Trạch tại vùng đất xã Bình Điền và Bình Thành thị xã Hương Trà thành phố Huế, Việt Nam .
Thủy điện Bình Điền có công suất lắp mày 48 MW với 2 tổ máy, khởi công tháng 01/2005 hoàn thành tháng 04/2009 .
Hồ chứa nước Bình Điền có mực nước dâng bình thường 85 m, dung tích toàn bộ 423 triệu m³.
Sông Hữu Trạch là một phụ lưu hợp thành của sông Hương.

## Tác động môi trường
Được xem là công trình thủy điện trọng điểm nhất tại tỉnh Thừa Thiên Huế, cung cấp lượng điện đáng kể cho lưới điện quốc gia cũng như đảm bảo cắt lũ cho vùng hạ du, nhưng sau một thời gian vận hành thì đã hiện ra tác động tiêu cực đến môi trường đặc biệt là đảm bảo nguồn lợi thủy sản tự nhiên hoặc nuôi .